# 隣の男はよく食べる
『隣の男はよく食べる』（となりのおとこはよくたべる）は、美波はるこによる日本の漫画作品。『月刊オフィスユー』（集英社クリエイティブ：発行、集英社：発売）にて、2019年3月号から2025年2月号まで連載。
2023年4月期にテレビ東京系列でテレビドラマ化された。

## 登場人物

### 主要人物
大河内 麻紀（おおこうち まき）　
料理上手な独身女性。35歳。彼氏いない歴10年を更新中。
本宮 蒼太（もとみや そうた）
麻紀の自宅マンションの隣室に住む年下イケメン。

## 書誌情報
- 美波はるこ『隣の男はよく食べる』集英社クリエイティブ〈オフィスユーコミック〉、既刊7巻（2025年2月25日現在）
  1. 2020年4月24日発売[4][5]、ISBN 978-4-420-15404-8
  2. 2021年5月25日発売[6]、ISBN 978-4-420-15420-8
  3. 2022年5月25日発売[7]、ISBN 978-4-420-15440-6
  4. 2023年1月25日発売[8]、ISBN 978-4-420-15451-2
  5. 2023年9月25日発売[9]、ISBN 978-4-420-15464-2
  6. 2024年5月23日発売[10]、ISBN 978-4-420-15473-4
  7. 2025年2月25日発売[11]、ISBN 978-4-420-15483-3

## 受賞
- 第11回ananマンガ大賞 準大賞[12]

## テレビドラマ
2023年4月13日（12日深夜）から6月29日（28日深夜）まで、テレビ東京系「ドラマParavi」枠にて放送された。主演は倉科カナと菊池風磨（Sexy Zone）。

### キャスト

#### 主要人物
大河内麻紀（おおこうち まき）〈35〉
演 - 倉科カナ
料理上手な独身女性。彼氏いない歴10年を更新中。
篠原の異動に伴い、課長に昇進する。
本宮蒼太（もとみや そうた）
演 - 菊池風磨（Sexy Zone）
麻紀の自宅マンションの隣室に住む年下イケメンデザイナー。

#### MARUMITSU POTERIE
麻紀が務める陶磁器製のテーブルウェアを扱う会社。
町田桜（まちだ さくら）
演 - 山田真歩
麻紀の同期で、彼女の良き理解者。既婚者。
篠原一義（しのはら かずよし）
演 - 高橋光臣（第3話 - 最終話）
麻紀の上司。離婚して娘と一緒に暮らすシングルファザー。
赤星の後任の部長として5年ぶりに大阪支社から異動してくる。
赤星五郎
演 - ドロンズ石本（第1話 - 第4話・第7話）
企画営業部の部長。麻紀の上司。思っていることを口に出してしまうタイプ。
篠原と入れ替わりで異動する。
渡部聖也
演 - 松永拓野
企画営業部のメンバー。麻紀の同僚。妻帯者。
上条豊
演 - 小林リュージュ
企画営業部のメンバー。麻紀の同僚。
三田梢
演 - イマムラキョウカ
企画営業部のメンバー。麻紀の後輩。
清原茜
演 - 山﨑果倫
企画営業部のメンバー。麻紀の後輩。
篠原が部長に就任したころに結婚式を挙げる。
斉藤健
演 - 花岡翔太
企画営業部のメンバー。麻紀の同僚。

#### その他
神野沙織（かんの さおり）
演 - 市川由衣（第9話 - 最終話）
デザイナー。蒼太が過去に働いていた会社の上司。蒼太の憧れの女性。福岡出身。
アメリカで修業して個人事務所「ミュシャ」を立ち上げており、麻紀の会社にテーブルウェアのデザイナーとして招聘される。
蒼太を自身の個人事務所だけでなく、プライベートでもパートナーにしたいと、麻紀に宣戦布告する。

#### ゲスト

##### 第2話
省吾
演 - 塚本高史（友情出演）
麻紀の10年前の元カレ。大学時代から麻紀と交際していたが、家業を継ぐため実家に戻る際、仕事を続けたい麻紀がついてきてくれなかったため破局する。
寺田千夏
演 - 野崎智子（第3話 - 第8話）
麻紀が帰宅時に目撃した、蒼太と歩いていた若い女性。蒼太の同僚で、彼に好意を抱く。
蒼太がショートヘアが好きと答えると、ロングヘアをカットし、ショートにする。

##### 第4話
相川新一
演 - 佐野弘樹（第7話・第8話）
蒼太の同僚。寺田と共に蒼太の自宅で泊まり込みで仕事をしていた。

##### 第5話
篠原ひより
演 - 長谷川晏（第6話 - 最終話）
篠原部長の娘。小学生。麻紀になつき、父親と結びつけようとする。
役員
演 - 小沼朝生、加賀谷圭
MARUMITSU POTERIEの役員。仕事ができるうえ、産休、寿退社がなさそうな麻紀を課長に抜擢したのは正解で「ちょうどいい」と話す。

##### 第6話
佐々木舞香
演 - 佐々木舞香（=LOVE）（本人役）
ひよりが推すアイドル。ひよりは麻紀に付き添ってもらい、彼女のチェキ撮影会に参加する。
スタッフ
演 - 加部アカネ
佐々木舞香のチェキ撮影会のスタッフ。麻紀をひよりの母親と間違える。

##### 第7話
大河内武雄、大河内恭子
演 - 諏訪太朗、立枝歩
麻紀の両親。結婚40周年を家族にお祝いされる。
大河内紀章
演 - 佐藤祐基
麻紀の兄。
大河内絵里
演 - 平田薫
紀章の妻。麻紀の義姉。
大河内晴翔
演 - 石川誉
紀章と絵里の息子（麻紀の甥）。
中華料理店の店員
演 - 近藤くみこ（ニッチェ）
食事に訪れた年の差カップルの麻紀と蒼太の、どちらに伝票を渡すべきか悩む。
商談相手
演 - 芝崎昇
麻紀と篠原が商談で訪れた会社の社員。名刺交換した麻紀が女性で課長と知ると、「時代ですね」と言葉を返す。

##### 第9話
民芸品屋の店員
演 - 小林エリー
蒼太と沙織が訪れた三浦にある民芸品屋の店員。私設で移住相談所を始めている。

##### 第11話
インストラクター
演 - 森麻里百
麻紀と桜が通うボクササイズのインストラクター。

### スタッフ
- 原作 - 美波はるこ『隣の男はよく食べる』（集英社クリエイティブ『月刊オフィスユー』）
- 脚本 - 川﨑いづみ[3]、的場友見[3]
- 音楽 - 福廣秀一朗[31]
- 主題歌 - リーガルリリー「ハイキ」（Ki/oon Music）[31]
- 挿入歌 - Sexy Zone「Cream」（Top J Records）[32]
- 監督 - 井樫彩[3]、田口桂[3]、洞功二[3]
- 技術協力 - ビデオスタッフ[33]
- 照明協力 - Kカンパニー
- 美術協力 - フジアール
- 特別協力 - USEN-NEXT HOLDINGS[34]、マルミツポテリ[35]
- チーフプロデューサー - 山鹿達也（テレビ東京）[3]
- プロデューサー - 清水俊雄（テレビ東京）[3]、浅野澄美（FCC）[3]
- 制作 - テレビ東京、FCC
- 製作著作 - 「隣の男はよく食べる」製作委員会

### 放送日程
| 各話   | 放送日  | サブタイトル              | 脚本       | 監督   |
| ------ | ------- | ------------------------- | ---------- | ------ |
| 第1話  | 4月13日 | 私って、つまらない女?     | 川﨑いづみ | 井樫彩 |
| 第2話  | 4月20日 | 彼女になりたい?           | 川﨑いづみ | 井樫彩 |
| 第3話  | 4月27日 | 『都合のいい女』ナンバー1 | 川﨑いづみ | 田口桂 |
| 第4話  | 5月04日 | 期待してよ                | 川﨑いづみ | 洞功二 |
| 第5話  | 5月11日 | 私とご飯、どっちが好き?   | 的場友見   | 井樫彩 |
| 第6話  | 5月18日 | これが本気の恋?           | 的場友見   | 田口桂 |
| 第7話  | 5月25日 | 突然のハグ                | 的場友見   | 洞功二 |
| 第8話  | 6月01日 | 何でそんなに疑うの?       | 的場友見   | 井樫彩 |
| 第9話  | 6月08日 | 35歳の17万2800秒          | 川﨑いづみ | 田口桂 |
| 第10話 | 6月15日 | 本気の告白                | 川﨑いづみ | 田口桂 |
| 第11話 | 6月22日 | おとなり、解消            | 川﨑いづみ | 井樫彩 |
| 最終話 | 6月29日 | 隣の男はよく食べる        | 川﨑いづみ | 井樫彩 |

### 放送局
| 放送期間          | 放送時間         | 放送局         | 対象地域       | 備考                       |
| ----------------- | ---------------- | -------------- | -------------- | -------------------------- |
| 4月13日 - 6月29日 | 木曜 0:30 - 1:00 | テレビ東京     | 関東広域圏     | 製作局                     |
|                   |                  | テレビ大阪     | 大阪府         |                            |
|                   |                  | テレビ愛知     | 愛知県         |                            |
|                   |                  | テレビせとうち | 岡山県・香川県 |                            |
|                   |                  | テレビ北海道   | 北海道         |                            |
|                   |                  | TVQ九州放送    | 福岡県         |                            |
| 5月3日 - 7月19日  | 水曜 0:00 - 0:30 | びわ湖放送     | 滋賀県         |                            |
| 5月27日 - 7月8日  | 土曜 0:20 - 1:20 | 新潟テレビ21   | 新潟県         | 2話連続放送                |
| 6月1日 - 8月17日  | 木曜 2:00 - 2:30 | テレビ和歌山   | 和歌山県       |                            |
| 6月6日 - 8月29日  | 火曜 1:00 - 1:30 | 東北放送       | 宮城県         | 「寝られなドラマ」枠で放送 |
| 6月27日 - 9月19日 | 火曜 1:28 - 1:58 | 山陰放送       | 鳥取県・島根県 | [ 42 ]                     |
| 7月7日 - 9月29日  | 金曜 0:00 - 0:30 | BSテレ東（2K） | 全国           |                            |
|                   |                  | BSテレ東4K     | 全国           | 4K制作版で放送             |

### ネット配信
| 配信開始月 | 配信サイト     | 配信料金     | 備考                          |
| ---------- | -------------- | ------------ | ----------------------------- |
| 2023年4月  | ネットもテレ東 | 広告付き無料 | 見逃し配信                    |
| 2023年4月  | TVer           | 広告付き無料 | 見逃し配信                    |
| 2023年4月  | Paravi         | 定額制有料   | 毎週水曜21:00より一週先行配信 |

| テレビ東京系 ドラマParavi                          | テレビ東京系 ドラマParavi                                                   | テレビ東京系 ドラマParavi                                                         |
| 前番組                                             | 番組名                                                                      | 次番組                                                                            |
| -------------------------------------------------- | --------------------------------------------------------------------------- | --------------------------------------------------------------------------------- |
| 来世ではちゃんとします3 （2023年1月5日 - 3月23日） | 隣の男はよく食べる （2023年4月13日 - 6月29日）                              | （廃枠）                                                                          |
| テレビ東京 木曜 0:30 - 1:00（水曜深夜）            |                                                                             |                                                                                   |
| 来世ではちゃんとします3 （2023年1月5日 - 3月23日） | 隣の男はよく食べる （2023年4月13日 - 6月29日） - ここまで『ドラマParavi』枠 | みなと商事コインランドリー2 （2023年7月6日 - 9月21日） - ここから『ドラマNEXT』枠 |